# لو مونتلیه
لو مونتلیه (به فرانسوی: Le Montellier) یک کمون در فرانسه است که در Canton of Meximieux واقع شده‌است.

## خصوصیات
لو مونتلیه ۱۵٫۴ کیلومترمربع مساحت و ۲۲۴ نفر جمعیت دارد و ۲۹۰ متر بالاتر از سطح دریا واقع شده‌است.